# Marca de Toscana
Marca de Toscana (sau margrafiatul) denumită anterior Marca de Tuscia a fost un teritoriu de frontieră din Italia Centrală în Evul mediu, care se învecina cu Statul papal la sud și la răsărit, cu Marea Ligurică la apus și cu teritoriile desprinse din Regatul Italiei medievale la nord. Statul a constituit o creație a carolingienilor, ca succesoare a Ducatului de Tuscia al longobarzilor. Marca de Toscana includea o serie de formațiuni statale mai mici, axate de o parte și de alte a văii râului Arno, concentrate în jurul comitatului de Lucca, care uneori figura sub titulatura de ducat.

Marca de Toscana (anul 1000)

Primul margraf de Toscana a fost Adalbert I care a primit acest titlu în 846. Anterior, tatăl și bunicul său, Bonifaciu I și respectiv Bonifaciu al II-lea, controlaseră cea mai mare parte a teritoriilor din regiune și deținuseră la rândul lor alte titluri precum cel de prefect de Corsica sau duce de Lucca. Familia lor a deținut conducerea mărcii de Toscana până la 931. La finele secolului al IX-lea și în prima parte a secolului al X-lea, sprijinul margrafilor de Toscana constituia un atuu pentru oricine aspira la titlul de rege al Italiei.
În 931 Ugo de Arles, care a devenit rege al Italiei, a deposedat familia într-o tentativă de consolidare a tuturor feudelor importante din Italia aflate în mâinile rudelor sale. El a dat Toscana fratelui său, Boso, ea rămânând sub conducerea familiei Bosonizilor până la 1001.
De asemenea, conducătorii Toscanei și-au păstrat influența în ceea ce privește alegerile regale, situație care a durat până la 1027, când margraful Rainier a fost destituit de împăratul Conrad al II-lea din cauza opoziției sale constante față de regele german.
În același an, teritoriul a fost dat conților de Canossa. Bonifaciu al III-lea a folosit titlul de „duce și margraf” (dux et marchio). El a fost aliat al împăraților romano-germani, însă puterea sa a devenit atât de mare încât reprezenta o amenințare la adresa împăraților. Același Bonifaciu al III-lea a reușit să unifice moștenirea Canossei, extinsă în provincia Emilia-Romagna, cu cea a Toscanei și a transmis-o fiicei sale, Matilda. Aceasta s-a folosit de vastele sale domenii și și-a pus puterea în slujba papalității în timpul Controversei pentru învestitură. După moartea Matildei în 1115 nu a mai fost numit niciun margraf de Toscana dându-se frâu liber constituirii orașelor-stat în Italia de nord și centrală, a republicilor maritime și a comunelor medievale.